# Oneux (Theux)
Oneux  is een dorp gelegen in de Belgische gemeente Theux gelegen in de provincie Luik.
Zelfs voor de fusie van de gemeenten van 1977 maakte het dorp al deel uit van de gemeente Theux.

## Ligging
Het dorp in de Ardennen ligt op de oostelijke helling van de Hoëgne in de buurt van de nationale weg N657 Verviers - Theux, ongeveer 2 km van Theux en 7 km van Verviers.

## Beschrijving
In het centrum van het dorp staat de zandstenen Sint-Joriskerk, gebouwd in het begin van de XVIIe  eeuw. Het westelijk deel is bedekt met leisteen. Twee eeuwenoude lindebomen staan naast het gebouw.

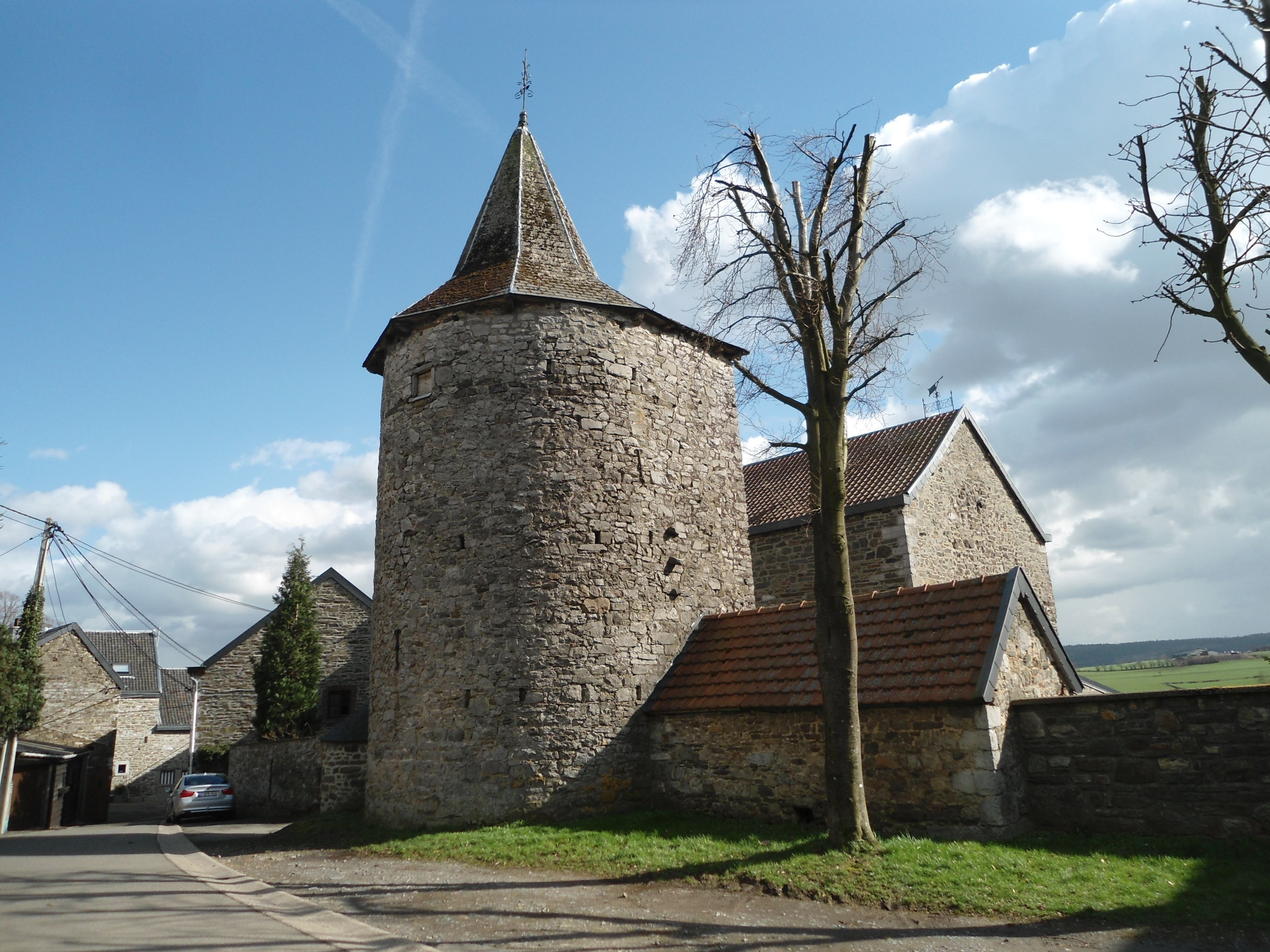
De Wolfftoren

De boerderij van de Wolfftoren (Frans: Tour Wolff) gelegen in de buurt van de kerk dateert uit dezelfde tijd als de kerk. De kleine half-cilindervormige toren van deze boerderij diende als verdediging voor de inwoners van Oneux.. De toren heeft vier verdiepingen en is afgedekt met een zeshoekig dak bekroond door een smeedijzeren windwijzer.
Het dorp heeft een paar oude zandstenen boerderijen met binnenplaats. Veel nieuwere huizen staan vooral in het noordoosten van het dorp (Chemin du Bois d'Oltmont).

## Nabijgelegen kernen
Heusy, Juslenville, Theux, Fays